# فرانك أبتون
فرانك أبتون (بالإنجليزية: Frank Upton)‏ (18 أكتوبر 1934 - 17 مايو 2011)، لاعب ومدرب كرة قدم إنجليزي.
ولد في أنسلي هيل في إنجلترا، وبدأ مسيرته الكروية مع نادي نونيتون بوروه، وقد تركهم في عام 1954، وفي موسم 1953/1954 لعب مع نادي نورثامبتون تاون، ولعب معهم 17 مباراة وسجل هدف واحد، وفي عام 1954 انتقل إلى نادي ديربي كاونتي، ولعب معهم حتى عام 1961، وشارك معهم في 224 مباراة وسجل 12 هدف، وفي عام 1961 انتقل إلى نادي تشيلسي، ولعب معهم حتى عام 1965، وشارك معهم في 74 مباراة وسجل 3 أهداف، وفي موسم 1965/1966 انتقل إلى نادي ديربي كاونتي، ولعب معهم 35 مباراة وسجل 5 أهداف، وفي موسم 1966/1967 انتقل إلى نادي نوتس كاونتي، ولعب معهم 34 مباراة وسجل 3 أهداف، وفي موسم 1967/1968 انتقل إلى نادي ووركستر سيتي، وفي عام 1968 انتقل إلى نادي ووركنغتون، ولعب معه 7 مباريات.
و في عام 1968 درب نادي ووركنغتون، وفي يناير 1970 انتقل إلى تدريب نادي أستون فيلا، وفي ديسمبر 1978 درب نادي تشيلسي كمدرب بديل، وفي فبراير 1979 انتقل إلى تدريب نادي راندرز فريجا الدنماركي، ودربهم حتى عام 1980، وقد درب نادي دندي في عام 1980، وفي موسم 1981/1982 درب نادي العربي الكويتي، وفي عام 1982 انتقل إلى تدريب نادي وولفرهامبتون واندرز، ودربهم حتى عام 1984، وفي عام 1987 درب نادي كيفلافيك الأيسلندي، وفي عام 1989 درب منتخب بروناي لكرة القدم.